# Cúllar Vega
Cúllar Vega là một đô thị trong tỉnh Granada, Tây Ban Nha. Theo điều tra dân số 2005 (INE), đô thị này có dân số là 5556 người.
37°09′B 3°40′T / 37,15°B 3,667°T